# Nation Towers
Nation Towers es un complejo de dos rascacielos situados en Abu Dhabi, la capital de los Emiratos Árabes Unidos. 

## Construcción
Las torres fueron promovidas por International Capital Trading, y construidas por una empresa conjunta de Arabtec Construction y National Projects and Construction (NPC). Es el primer proyecto conjunto de las dos empresas. La estimación inicial del coste de la construcción fue de $ 435 millones de dólares (Dh 1.600 millones). Las torres fueron diseñadas por la firma WMZH Architecture, que ganó un concurso de diseño internacional.

## Descripción de los edificios
Los dos edificios están situados en la Cornisa de Abu Dhabi y tienen 65 y 52 plantas. Las Nation Towers fueron completadas en 2012 y tienen apartamentos, oficinas, un centro comercial y un hotel. El complejo ofrece aproximadamente 278.709 metros cuadrados de espacio útil, que incluyen un hotel de 5 estrellas con 350 habitaciones, spas y un gimnasio. Alberga también boutiques de lujo orientadas hacia consumidores de alta gama.
Los dos edificios están conectados mediante un pasadizo elevado a 202,5 metros de altura que conecta las plantas 50 y 54. Este pasadizo elevado es el más alto del mundo.